# Чувствительность (физиология)
Чувстви́тельность в физиологии —
- воспринимаемая психикой часть рецепции (всей афферентной импульсации, поступающей в различные отделы ЦНС);
- способность организма воспринимать раздражения, исходящие из окружающей среды или из собственных тканей и органов.

Чувствительность организма предшествует его реактивности (дифференцированному ответу).

## Виды чувствительности

### Общая чувствительность
- Поверхностная (экстероцептивная)
  - болевая
  - температурная
  - тактильная
- Глубокая (проприоцептивная)
  - мышечно-суставная
  - вибрационная
  - кинестезия — определение движения кожной складки
  - чувство массы тела
- Сложные формы чувствительности
  - Интероцептивная — обусловлена раздражением рецепторов внутренних органов.
  - Двухмерно-пространственное чувство — чувство локализации укола, прикосновения, узнавание написанных на коже знаков и букв.
  - Дискриминационная чувствительность — различение уколов, наносимых на близком расстоянии (например, циркулем Вебера).
  - Стереогноз — узнавание предметов на ощупь.

### Специальная чувствительность
- Восприятие света — зрение
- Восприятие звука
  - Слух
  - Эхолокация
- Химическая чувствительность
  - Обоняние
  - Вкус
  - Стереохимическое чувство (у насекомых и у молотоголовых акул)
- Электрорецепция
- Магниторецепция (у некоторых акул)